# Acacia retrorsa
Acacia retrorsa är en ärtväxtart som beskrevs av Meissner. Acacia retrorsa ingår i släktet akacior, och familjen ärtväxter. Inga underarter finns listade i Catalogue of Life.